# Túlúnidák
A Túlúnidák egy török származású egyiptomi emírdinasztia tagjai voltak a 9–10. században, 868 és 905 között. Uralmuk Palesztinára és Szíria nagy részére is kiterjedt, székhelyük a mai Kairóhoz közel eső al-Kattái volt.

## Történetük
Ahmad ibn Túlún, Egyiptom egyik alkormányzója a szamarrai anarchiát kihasználva 868-ban széles körű autonómiát kapott a központtól, amelyet Egyiptom önállósítására használt fel. A tartomány erőforrásaira támaszkodva, melyek helyben felhasználva bőségesnek bizonyultak, igen erős hadsereget tartott fenn, amely 878-tól kezdve egészen a Taurus hegyláncaiig biztosította a befolyását – még a Bizánci Birodalom anatóliai területei ellen is indított kisebb hadjáratokat. A hadsereg és az erőteljesen fejlesztett flotta mellett a csatornázási-öntözési munkálatok és az építkezések is rengeteg pénzt emésztettek fel, ennek ellenére Ibn Túlún adóemelések nélkül is tele kincstárat és békés hátországot hagyott utódaira 884-es halálakor. Mecsetje mind a mai napig áll Kairóban, és bár 905-ben lerombolták, uralkodóhoz méltó városa, al-Kattái is hamarosan újjáépült.
Ibn Túlún és utódai harcos szunniták voltak, erőfeszítéseket tettek az igen befolyásos kopt keresztény elit visszaszorítására és az iszlám elterjesztésére körükben – igaz, a rendelkezésükre álló rövid időben csak részleges eredményeket tudtak felmutatni.
A Túlúnidák balszerencséjére az alapító utódai nélkülözték azt a karizmát és tehetséget, ami szükséges volt nagyhatalmi státuszuk és függetlenségük megőrzéséhez. Humáravajh, Ahmad fia erőforrásait elsősorban a főváros dekorálására és megnagyobbítására fordította. 896-os halála után afféle háremösszeesküvések irányították Egyiptomot: első fiát, Abú l-Asírt 14 évesen a vallástudósok nyilvánították alkalmatlannak, miután fellépett egyes családtagjai ellen. Az őt követő fivére, Hárún (896–904) alatt végleg kicsúszott az emír kezéből a hatalom – a pénzügyek szétzilálódtak, az elégedetlenkedő katonaság pedig mind nagyobb politikai befolyásra tett szert.
Az egyiptomi állapotokat a hasonló helyzetet nemrég ideiglenesen leküzdő és hamarosan ismét, végleg elszenvedő abbászida kalifátus használta ki. 904-ben megszállták Szíriát, mire Hárún hadserege fellázadt, és 904. december 30-án megölték emírjüket. Utódja, az utolsó Túlúnida a nagybátyja, Sajbán lett, aki nem tehetett mást: 21 nap múlva, 905. január 10-én letette a fegyvert.
A hódítók a Túlúnidák emlékével igyekeztek leszámolni, ezért a ma is látható Ibn Túlún-mecset kivételével lerombolták városukat, al-Kattáit, amely azonban hamarosan újranépesült. Egyiptom 939-ben került ismét tartományúri hatalom alá – a központi anarchiát ismét egy Bagdadból kinevezett török kormányzó, a perzsa al-Ihsíd uralkodói címmel felruházott Muhammad ibn Tugdzs Ihsídida dinasztiája 969-ig regnált a tartományban a Túlúnidákhoz hasonló módszerekkel és eredményességgel.

## Uralkodók
| Uralkodó   | Születési idő   | Halálozási idő  | Élethossz | Uralkodási idő  | Uralkodási évek | Megjegyzés         |
| ---------- | --------------- | --------------- | --------- | --------------- | --------------- | ------------------ |
| Ahmad      | 835 szeptembere | 884. május 10.  | 48 év     | emír: 868 – 884 | 16 év           |                    |
| Humáravajh | 864             | 896. január 18. | 32 év     | emír: 884 – 896 | 12 év           | Ibn Túlún fia.     |
| Dzsajs     | 881?            | 896 novembere   | 15? év    | emír: 896 – 896 | 1 év            | Humáravajh fia.    |
| Hárún      | 882             | 905. január 1.  | 23 év     | emír: 896 – 905 | 9 év            | Humáravajh fia.    |
| Sajbán     | ?               | 905 után        | ?         | emír: 905       | 1 év            | Humáravajh fivére. |